# 寺地はるな
寺地 はるな（てらち はるな、1977年 - ）は、日本の小説家。

## 経歴・人物
佐賀県唐津市出身・大阪府門真市在住。
高校卒業後、アルバイトやパソコン教室通いを経て20歳で就職。32歳で結婚し、大阪府に転居。会社勤めと主婦業の傍ら、35歳から小説を書き始める。
別名義で応募した作品が第29回・第30回太宰治賞、第10回日本ラブストーリー&エンターテインメント大賞の最終候補となる。2014年、「ビオレタ」でポプラ社が主催する第4回ポプラ社小説新人賞受賞。
2020年『夜が暗いとは限らない』で第33回山本周五郎賞候補。同年、大阪市が主催の
咲くやこの花賞受賞（文芸その他部門）。2021年『水を縫う』で第42回吉川英治文学新人賞候補。同年同作で第9回河合隼雄物語賞受賞。2023年『川のほとりに立つ者は』で本屋大賞9位入賞。2023年『わたしたちに翼はいらない』が大藪春彦賞候補となる。2024年『ほたるいしマジカルランド』（前年に文庫化）にて第12回大阪ほんま本大賞受賞。
小説を書き始めたきっかけとして、「結婚を機に出身地の佐賀から大阪に出てきたが、知り合いがおらず、子どももまだ小さかったため、話し相手がいなかった。そんな中、どんどん自分の中に蓄積していく言葉を吐き出したかった」と語っている。好きな作家として、田辺聖子、姫野カオルコ、町田康を挙げている。趣味は刺繍。

## 作品リスト
- 『ビオレタ』(2015年6月 ポプラ社 ISBN 978-4-591-14561-6 / 2017年4月 ポプラ文庫 ISBN 978-4-591-15435-9) ※「夢の種」を加えて文庫化
- 『ミナトホテルの裏庭には』(2016年2月 ポプラ社 ISBN 978-4-591-14910-2 / 2018年2月 ポプラ文庫 ISBN 978-4-591-15825-8) ※「魔法なんてここにはない」を加えて文庫化
- 『月のぶどう』(2017年1月 ポプラ社 ISBN 978-4-591-15334-5 / 2018年10月 ポプラ文庫 ISBN 978-4-591-16052-7) ※2017年刊を加筆・修正して文庫化
- 『今日のハチミツ、あしたの私』(2017年3月 角川春樹事務所 ISBN 978-4-7584-1302-2 / 2019年3月 ハルキ文庫  ISBN 978-4-7584-4240-4)
- 『みちづれはいても、ひとり』(2017年10月 光文社 ISBN 978-4-334-91191-1 / 2020年9月 光文社文庫 ISBN 978-4-334-79080-6)
- 『架空の犬と嘘をつく猫』(2017年12月 中央公論新社 ISBN 978-4-12-005034-3 / 2020年12月 中公文庫 ISBN 978-4-12-207006-6)
- 『大人は泣かないと思っていた』(2018年7月 集英社 ISBN 978-4-08-771144-8 / 2021年4月 集英社文庫 ISBN 978-4-08-744234-2)
- 『正しい愛と理想の息子』(2018年11月 光文社 ISBN 978-4-334-91250-5 / 2021年11月 光文社文庫 ISBN 978-4334792688)
- 『夜が暗いとはかぎらない』(2019年4月 ポプラ社 ISBN 978-4-591-16274-3 / 2021年6月 ポプラ文庫 ISBN 978-4-591-17025-0 ）
- 『わたしの良い子』(2019年9月 中央公論新社 ISBN 978-4-12-005230-9 / 2022年9月 中公文庫 ISBN 978-4122072626)
- 『希望のゆくえ』(2020年3月 新潮社 ISBN 978-4103531913 / 2024年2月 新潮文庫 ISBN 978-4101049519)
- 『水を縫う』(2020年5月 集英社 ISBN 978-4087717129 / 2023年5月 集英社文庫 ISBN 978-4087445213)
- 『やわらかい砂のうえ』(2020年7月 祥伝社 ISBN 978-4396635893 / 2024年1月 祥伝社文庫 ISBN 978-4396350291)
- 『彼女が天使でなくなる日』(2020年8月 角川春樹事務所 ISBN 978-4758413596 / 2023年3月 ハルキ文庫 ISBN 978-4758445498)
- 『どうしてわたしはあの子じゃないの』(2020年11月 双葉社 ISBN 978-4575243475 / 2023年11月 双葉文庫 ISBN 978-4575527049)
- 『ほたるいしマジカルランド』(2021年2月 ポプラ社 / 2023年8月 ポプラ文庫 ISBN 978-4591178683)
- 『声の在りか』(2021年5月 KADOKAWA ISBN 978-4041110775)[15]
- 『雨夜の星たち』(2021年6月 徳間書店 ISBN 978-4-19-865302-6 / 2024年6月 徳間文庫 ISBN 978-4198949471)
- 『ガラスの海を渡る舟』(2021年9月 PHP研究所 ISBN 978-4-569-85012-2)
- 『タイムマシンに乗れないぼくたち』(2022年2月 文藝春秋 ISBN 978-4163914978)
- 『カレーの時間』(2022年6月 実業之日本社 ISBN 978-4408538068)
- 『川のほとりに立つ者は』(2022年10月 双葉社 ISBN 978-4575245721)
- 『白ゆき紅ばら』(2023年2月 光文社 ISBN 978-4334915155)
- 『わたしたちに翼はいらない』(2023年8月 新潮社 ISBN 978-4103531920)
- 『こまどりたちが歌うなら』(2024年3月 集英社 ISBN 978-4087718645)

### アンソロジー
「」内が寺地はるなの作品
- 太宰治賞 2014（2014年6月 筑摩書房 ISBN 978-4-480-80452-5 ）「こぐまビル」
- 3時のおやつ ふたたび（2016年2月 ポプラ文庫 ISBN 978-4-591-14824-2 ）「丸ぼうろ」
- リアルプリンセス（2017年1月 ポプラ社 ISBN 978-4-591-15240-9 / 2019年4月 ポプラ文庫 ISBN 978-4-591-16276-7 ）「鍋かぶり」
- きみは嘘つき（2017年8月 ハルキ文庫 ISBN 978-4-7584-4109-4 ）「恋の値段」

### 雑誌掲載作品
小説
- 「ライオンのいる橋」 - 『小説トリッパー』2016年冬季号（2016年12月 朝日新聞出版 全国書誌番号:00111272）
- 「小柳さんと小柳さん」 - 『小説すばる』2017年3月号（2017年2月 集英社 全国書誌番号:00065413）
- 「翼が無いなら跳ぶまでだ」 - 『小説すばる』2017年5月号（2017年4月 集英社）
- 「あの子は花を摘まない」 - 『小説すばる』2017年7月号（2017年6月 集英社）
- 「妥当じゃない」 - 『小説すばる』2017年9月号（2017年8月 集英社）
- 「おれは外套を脱げない」 - 『小説すばる』2017年11月号（2017年10月 集英社）
- 「君のために生まれてきたわけじゃない」 - 『小説すばる』2018年1月号（2017年12月 集英社）
- 「秘密結社園芸クラブ」 - 『飛ぶ教室』2018年冬号（2018年1月 光村図書出版 ISBN 978-4-8138-0007-1 ）
- 「絹と砂」 - 『小説NON』2019年6月号（2019年5月 祥伝社 全国書誌番号:00050466） - （連載中）
- 「どうしてわたしはあの子じゃないの」 - 『小説推理』2019年9月号（2019年8月 双葉社 全国書誌番号:00011419）
- 「コードネームは保留」 - 『別冊文藝春秋』2020年1月号（2019年12月 文藝春秋）
- 「深く息を吸って、」 - 『別冊文藝春秋』2020年3月号（2020年2月 文藝春秋）
- 「メロンソーダ」 - 『カドブンノベル』2020年4月号（2020年3月 KADOKAWA）
- 「マーブルチョコレート」 - 『カドブンノベル』2020年6月号（2020年5月 KADOKAWA）
- 「ウエハース」 - 『カドブンノベル』2020年8月号（2020年7月 KADOKAWA）
- 「ありふれた特別」 - 『紙魚の手帖』vol.08 DECEMBER 2022（2022年12月 東京創元社）
- 「マダムにきけ」 - 『紙魚の手帖』vol.22 APRIL 2025（2025年4月 東京創元社） -

エッセイなど
- 「一期一衣」 - 小説すばる 2018年4月号（2018年3月 集英社）
- 「きもちわるいタイトル」 - 小説宝石 2018年12月号（2018年11月 光文社 全国書誌番号:00028202）
- 話題の著者に聞く「"呪い"を解いて新しい一歩を踏み出す背中を押したい」 - 文蔵 2018年11月号（2018年11月 PHP研究所 全国書誌番号:01010170） - 『大人は泣かないと思っていた』インタビュー